# Тулчанска чета „Златна надежда“
Тулчанската чета „Златна надежда“ е хайдущка чета, създадена от българският Тулчански таен революционен комитет в края на 1866 г.
Сформирането са осъществява със съдействието на Георги Раковски, но нейното окомплектоване с бойци обаче пряко се заел Стефан Караджа войвода. Според разработеният план четоводец трябвало да бъде Цонко Петранов от Котел, а негов помощник е определен Жельо Хр. Чернев от село Карапча, Ямболско. Предвиждало се в нея да бъдат включени двадесет и девет доброволци. Планирало се също през пролетта на 1867 г. четата да потегли за Балкана и там да се присъедини към четата на Панайот Хитов. Командният състав на „Златна надежда“ обаче още от Румъния потеглили с войводата Хитов. Младите хайдути от Тулча и други българи, преминали при тях от Браила, трябвало сами да потеглят за Стара планина. Това станало малко след заминаването на Хитовата чета от Румъния.
С оглед на най-безопасното придвижване на четата през равнините и хълмовете на Добруджа и избягване срещи с потери, било решено тя да се раздели на две подчети. Първата група, състояща се от дванадесет души начело с писаря на четата Сава А. Славчев, потегля за Добрич между 21 и 28 април 1867 г. За този град предварително с пет немски каруци е изпратено оръжието на четата. От Добрич движението трябвало да продължи за Делиормана. Двама от четниците – Христо Дряновски и Иван Цанков, били изпратени към Котленския балкан, за да установят връзка с Панайот Хитов. Един ден след първата, тръгнала и втората група четници, общо осем души. Очаквала се и трета група, която да тръгне от Бабадаг и да се присъедини към четата. Поради закъснението на хората от Бабадаг, които също следвало да пристигнат там от Румъния, втората група, без да ги дочака, продължила пътя си по маршрута си от Тулча през Бабадаг, село Хаджилар до Добрич и село Жеравна. В Жеравна вече се събрала цялата чета, но с намален състав от петнадесет души.
На 12 май „Златна надежда“ се присъединява към четата на П. Хитов в Стара планина над селата Глушник и Сотиря, Сливенско. От това място проводили с писмо до Раковски в Румъния четника Иван Цанков, за да го уведомят за извършената работа. От 12 май първата група на Тулчанската чета, а от 23 май и втората част на Тулчанската чета станала съставна част от тази на Панайот Хитов.
| Сава Ангелов Славчев            | Свищов             | Секретар и фактически предводител на четата. После се включил в четата на П. Хитов и участвал и във Втората българска легия в Белград от 1867 – 1868 г.; |
| Алекси Кундураджията            |                    | |
| Атанас Ганчев Търновлията       | Търново            | |
| Васил Генов                     | Башкьой            | Роден 1835 г. Добруджа, Бабадагско. Овчар и земеделец |
| Велико (Илия) Гайтанджията      | Стара Загора       | |
| Георги Тодоров                  | Горно Александрово | Роден около 1827 г., жител на Тулча, каменар. Напуснал четата в Добрич                                                                                   |
| Хаджи Георги Тулчалията         | Тулча              | Роден 1840 г. |
| Димитър Влайков                 | Карапелит          | Роден 1842 г., земеделец и кръчмар |
| Димитър Панайотов               | Мангалия           | Роден 1841 г. |
| Иван Бръников                   | Казанлък           | Абаджия |
| Иван Велчев                     | Русе               | Обущар, заловен от турците. Има предположения, че е участвал и в четата на Хаджи Димитър и Стефан Караджа от 1868 г.                                     |
| Иван                            | Тулча              | |
| Иван Цанков Дочев Телеграфчията | Жеравна            | Участвал и в Първата – 1862 г., и във Втората – 1867 – 1868 г., българска легия в Белград                                                                |
| Илия Михайлов Черногореца       | Черна гора         | Каменар |
| Киро Абаджията                  |                    | |
| Кирчо Казанлъченина             | Казанлък           | Съдържател на кафене в Тулча |
| Мито (Димитър) Димитров         | Тулча              | Роден 1847 г. |
| Николай Петров                  | Тулча              | Роден 1847 г. |
| Петър Тодоров                   |                    | Заловен от турците |
| Сава Абаджи                     | Казанлък           | Напуснал четата в Добрич |
| Спас Казанлъченина              | Казанлък           | Кафеджия в Тулча |
| Стоян Черногореца –             | Черна гора         | Починал 1867 г. |
| Тома Стоянчов                   | Златоград          | Жител на Тулча. Търговец и терзия |
| Христо Господинов               | Землен             | Роден 1840 г. в с. Терзия. Жител на с. Хаджилари |
| Христо Иванов                   | Красен             | Роден 1819 г., ханджия, жител на Бабадаг |
| Христо Петков Дряновски         | Ганчовец           | Роден 1838 г. |
| Христо Кюркчията                | Габрово            | |
| Гайтанджията                    | Стара Загора       | |
| Четник с неизвестно име         | Тулча              | Брат на Иван от Тулча. |